# خانه خلیل احمدی
خانه خلیل احمدی مربوط به دوره صفوی است و در شهرستان فومن، شهرک تاریخی ماسوله واقع شده و این اثر در تاریخ ۲۵ اسفند ۱۳۸۰ با شمارهٔ ثبت ۵۳۷۵ به‌عنوان یکی از آثار ملی ایران به ثبت رسیده است.